# Saint-Chef
Saint-Chef is een gemeente in het Franse departement Isère (regio Auvergne-Rhône-Alpes). De plaats maakt deel uit van het arrondissement La Tour-du-Pin. Saint-Chef telde op 1 januari 2022 3.910 inwoners. 

## Geografie
De oppervlakte van Saint-Chef bedroeg op 1 januari 2022 27,16 vierkante kilometer; de bevolkingsdichtheid was toen 144 inwoners per km².

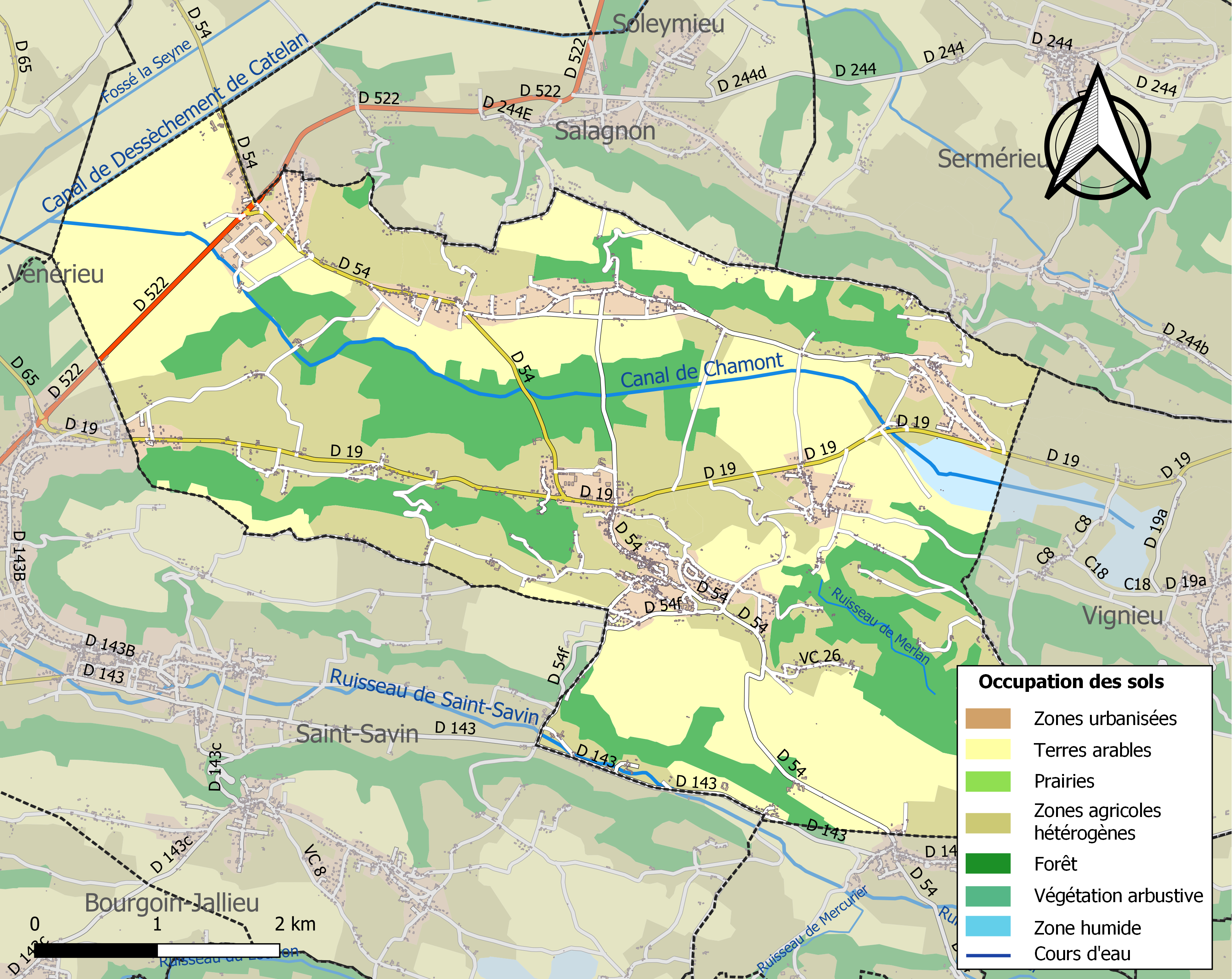
Kaart van de gemeente met de belangrijkste infrastructuur, bodemgebruik en omliggende gemeenten

## Demografie
Onderstaande figuur toont het verloop van het inwonertal (bron: INSEE-tellingen).

## Geboren in Saint-Chef
- Louis Seigner (1903-1991), Frans acteur